# The Stranger (film, 1918)
The Stranger est un film muet américain réalisé par Arvid E. Gillstrom et sorti en 1918.

## Fiche technique
- Titre : The Stranger
- Réalisation : Arvid E. Gillstrom
- Scénario : Rex Taylor, d'après sa nouvelle
- Production : Louis Burstein pour King Bee Studios
- Pays de production :  États-Unis
- Langue : Anglais
- Genre : Comédie
- Durée : 20 minutes
- Date de sortie : 
  - États-Unis : 1er janvier 1918

## Distribution
- Billy West : le prospecteur
- Leatrice Joy : Susie
- Bud Ross : le père de Susie
- Oliver Hardy : le barman
- Leo White : le métèque